# Битва при Джабани
Битва при Джабани (азерб. Cabanı döyüşü) — битва, произошедшая в 1500 году между сефевидами и ширваншахом Фаррух Ясаром и закончилась победой первых.

## История
В конце XV века власть Ак-Коюнлу в Азербайджане ослабла, и страна была разделена на две части; кызылбаши, подвергшиеся гонениям, приступили к укреплению своей власти. В 1499 году Шейх Исмаил начал движение из Лахиджана в Ардебиль, а оттуда в Эрзинджан. На съезде кызылбашей, собравшихся в Эрзинджане, было решено, что первый удар будет нанесен "врагу" кызылбашей ширваншаху Фаррух Ясару.
В конце года кызылбаши под командованием Исмаила вступили в бой с войсками Ширваншаха на равнине Джабаны у подножия крепости Гюлистан. Несмотря на численное преимущество, войско Ширваншаха было разгромлено, а сам Фаррух Ясар погиб в бою.